# Xenia Cage
Xenia Cage   (Juneau, 28 d'agost de 1913 - Manhattan, 26 de setembre de 1995) nascuda com a Xenia Andreyevna Kashevaroff, va ser una escultora surrealista americana. La seva obra ha estat considerada a l'avantguarda del surrealisme en el camp de l'escultura de la seva època.  També es coneguda per la relació personal i artística establerta amb el seu company el compositor John Cage en el context del moviment Fluxus.

## Biografia
Xenia Kashevaroff fou una de les sis filles d'Andrei i Martha Kashevaroff (de soltera Bolshanin). Va estudiar art al Reed College de Portland, Oregon on va ser fotografiada en diverses ocasions per Edward Weston.

## Carrera professional
Durant el seu matrimoni amb el músic i compositor John Cage, de 1935 a 1945, Xenia va actuar en el seu conjunt de percussió. D'ella s'ha dit que va ser l'artista que va esclafar una ampolla de llima contra una llauna de vidre trencat en la instal·lació performàtica l'obra Construction in Metal, de John Cage.  El 1943, Xenia Cage va exposar una peça artística (un mòbil de caire abstracte) a l'exposició de la col·leccionista Peggy Guggenheim Exhibition by 31 Women a la galeria Art of This Century de Nova York. L'any següent, Xenia Cage inaugurar una exposició individual dels seus mòbils a la Julien Levy Gallery de Nova York. El 1947, va exposar un altre mòbil abstracte anomenat Black Trap a l' American Exhibition of Painting and Sculpture 58th Annual: Abstract and Surrealist American Art de l'Art Institute of Chicago, comissariada per Katharine Kuh . Aquesta peça estava feta de fusta, paper i corda. Xenia Cage va col·laborar estretament com a enquadernadora (va estudiar enquadernació amb Hazel Dreis), amb artistes com Joseph Cornell i Marcel Duchamp, també va dissenyar una taula d'escacs juntament amb un joc creat per Max Ernst. A partir de la dècada de 1950, Xenia Cage deixa d'exposar públicament la seva obra i comença a treballar al Metropolitan Museum of Art de Nova York i al Whitney Museum of American Art de Manhattan. També treballa com a conservadora al Cooper-Hewitt Museum de Nova York des de 1968.

## Vida personal
El 1935 es casa amb John Cage de qui es separa 1945 quan un ménage à trois amb Merce Cunningham esdevé una relació entre els dos homes. John Cage i Merce Cunningham van estar junts fins a la mort de John. En una entrevista del 1992, John va assenyalar que la seva relació posterior amb Xenia "no va ser particularment amistosa".
Xenia Cage va morir al 1996 sense el reconeixement merescut per la seva trajectòria artística i curatorial. La seva amiga i col·laboradora Jean Erdman va entomar les despeses del funeral, i la seva tomba descansa a la parcel·la familiar del cementiri Evergreen de Juneau.